# Берген-Бич (Бруклин)
Берген-Бич — жилой район в боро Бруклин, Нью-Йорк. Он расположен на полуострове, примыкающем к бухте Джамейка в юго-восточной части боро, и граничит с заливом Милл-Бейсин и одноимённым районом на юге и западе, с районом Флэтлендс на северо-западе, с заливом Паэрдегат и районом Канарси на северо-востоке, а также с заливом Джамейка и шоссе Белт-Паркуэй на востоке. В боро Берген-Бич есть район под названием Джорджтаун. Подавляющее большинство жителей — белые, и в целом район имеет характер пригорода.
Берген-Бич изначально был островом. Индейцы канарси, населявшие эту территорию, называли ее Виннипаг. Остров был переименован в остров Берген в честь одного из первых поселенцев Ганса Хансена Бергена. С 1896 по 1919 год Перси Г. Уильямс и Томас Адамс управляли парком развлечений в этом районе. К 1918 году Берген-Бич был соединён с остальной частью Бруклина посредством свалки, хотя застройка не велась ещё много лет. В 1960-х годах на Берген-Бич было предложено построить жилой комплекс под названием «Джорджтаун», но он так и не был построен из-за сопротивления местных жителей. В результате большая часть Берген-Бич не была полностью застроена до 1990-х годов.
Берген-Бич является частью 18-го округа Бруклина, его основной почтовый индекс — 11234. Он патрулируется 63-м участком полицейского управления Нью-Йорка.

## Образование
Начальная государственная школа PS 312 расположена в Берген-Бич. Success Academy Charter Schools также управляет начальной школой в Берген-Бич.
Бруклинская публичная библиотека управляет библиотекой Mill Basin по адресу 2385 Ralph Avenue, недалеко от Avenue N. Библиотека Mill Basin впервые открылась в 1940 году, а с 1975 года она располагается в своем нынешнем здании.